# Санди, Жан
Жан Санди́ (фр. Jean Sendy; 1910—1978) — французский писатель и переводчик с английского, автор эзотерических и уфологических произведений. Утверждал, что Библия — это историческое повествование о колонизации Земли в эпоху палеолита внеземными цивилизациями, чьи потомки покинули нашу планету, оставив следы на Луне.

## Публикации
- «Правда о германо-советских отношениях с 1939 по 1941 годы» / La Vérité sur les rapports germano-soviétiques de 1939 à 1941 (1948) — перевод издания, опубликованного американскими историками Р. Дж. Зонтагом[англ.] и Дж. С. Бедди[нем.] на основе документов, изъятых из архивов Вильгельмштрассе.
- «Червлень на фоне ключей. Дерзости» / De gueules sur fond de clés. Impertinences (1948; скан) — о политиках Четвёртой республики.
- «С незапамятных времен» / De la nuit des temps (1963)
- «Боги рождены для нас» / Les Dieux nous sont nés (1966)
- «Луна — ключ к Библии» / La lune, clé de la Bible (1968; скан) — русское издание 1998 года[1].
- «Мы, иные люди средневековья» / Nous autres gens du Moyen âge (1969; скан)
- «Те боги, что сотворили небо и землю» / Ces dieux qui firent le ciel et la terre (1969; скан)
- «Эра Водолея» / L'Ère du verseau (1970)
- «Тетради Моисея» / Les Cahiers de cours de Moïse (1970)
- «Оправдывать геноцид» / Plaidoyer pour un génocide (1972; скан)
- «Мессианские времена» / Les Temps messianiques (1975; скан)
- «Эра Водолея, конец гуманистической иллюзии» / L'Ére du Verseau, fin de l’illusion humaniste (1980; скан)